# Celsius AB
Celsius AB var en svensk försvarsindustrikoncern. Företaget hade formellt en bakgrund i statliga Svenska Varv som grundats 1977, och fått namnet Celsius Industrier AB 1987. 1991 fick dock företaget en helt ny skepnad i och med att en stor del den statliga ammunitions- och vapentillverkaren Förenade Fabriksverken och Telub gick upp i företaget. Samtidigt köptes Bofors från Nobel Industrier. I och med detta var Celsius en statligt ägd, allmän försvarskoncern där den försvarsinriktade varvsdelen inte utgjorde någon huvuddel. Namnet kortades till Celsius AB 1995, samtidigt som företagsstrukturen ändrades.
Celsius börsintroducerades i juni 1993, efter att svenska staten sålt cirka 75 procent av aktierna. Eftersom staten behöll A-aktier (motsvarande 11% av kapitalet) behöll dock staten en röstmajoritet om 61,7% i företaget.
År 1993 köpte Celsius NobelTech AB, vilket tidigare hetat Bofors Electronics AB. Detta bolag innehöll all militär verksamhet från Ericsson Radar Electronics som hade sitt ursprung i division M i Mölndal och efterhand utökats med militära delar från Ericsson Radio Systems som i sin tur tagit över militär verksamhet från Svenska Radioaktiebolaget, Stansaab och Datasaab.
16 november 1999 lade Saab AB ett bud på aktierna i Celsius, med löptid till februari 2000. Staten sålde i samband med detta sina aktier till Saab. År 2000 fusionerades Celsius med Saab. I samband med detta såldes vissa delar av Celsius till andra ägare, däribland Kockums som såldes till ThyssenKrupp, och delar av Bofors som såldes till United Defense.

## Verkställande direktörer
- 1990–1995: Åke Plyhm
- 1995–1996?: Egon Linderoth
- 1997–2000: Lars G. Josefsson